# Sémerkhet
Sémerkhet (« Compagnon de la communauté divine ») est le nom d'Horus du septième souverain de la Ire dynastie pendant la période thinite au début du IIIe millénaire avant notre ère. Le roi a eu un court règne relativement méconnu de huit ans et demi comme l'atteste la pierre de Palerme,.

## Généalogie
Ses parents ne sont pas connus avec certitude. Il est suggéré qu'il soit le fils de l'un de ses prédécesseurs, c'est-à-dire Adjib et Den. Le fragment I du Caire de la pierre de Palerme, document datant de la Ve dynastie, indique que le nom de sa mère était Batyires mais aucun document contemporain de la fin de la Ire dynastie ne confirme ceci. Sémerkhet a peut-être eu une ou des épouses ainsi que des enfants mais, là encore, aucune source contemporaine nous permettant de donner des noms n'a été préservé. Un candidat possible en tant que fils est son successeur Qâ,.
|  |  |  |  |  |  |  |  |  |  |  |  |  |  |  |  |  |  |  |  |  |  | Den   | Den   | Den   | Den   | Den       | Den   |  |  | Seshemetka | Seshemetka | Seshemetka | Seshemetka | Seshemetka | Seshemetka |  |  |  |  |  |  |  |  |  |  |  |  |  |  |  |  |  |  |  |  |  |  |  |  |  |  |  |  |
|  |  |  |  |  |  |  |  |  |  |  |  |  |  |  |  |  |  |  |  |  |  | Den   | Den   | Den   | Den   | Den       | Den   |  |  | Seshemetka | Seshemetka | Seshemetka | Seshemetka | Seshemetka | Seshemetka |  |  |  |  |  |  |  |  |  |  |  |  |  |  |  |  |  |  |  |  |  |  |  |  |  |  |  |  |
|  |  |  |  |  |  |  |  |  |  |  |  |  |  |  |  |  |  |  |  |  |  |       |       |       |       |           |       |  |  |            |            |            |            |            |            |  |  |  |  |  |  |  |  |  |  |  |  |  |  |  |  |  |  |  |  |  |  |  |  |  |  |  |  |
|  |  |  |  |  |  |  |  |  |  |  |  |  |  |  |  |  |  |  |  |  |  | Âdjib | Âdjib | Âdjib | Âdjib | Âdjib     | Âdjib |  |  | Batyires   | Batyires   | Batyires   | Batyires   | Batyires   | Batyires   |  |  |  |  |  |  |  |  |  |  |  |  |  |  |  |  |  |  |  |  |  |  |  |  |  |  |  |  |
|  |  |  |  |  |  |  |  |  |  |  |  |  |  |  |  |  |  |  |  |  |  | Âdjib | Âdjib | Âdjib | Âdjib | Âdjib     | Âdjib |  |  | Batyires   | Batyires   | Batyires   | Batyires   | Batyires   | Batyires   |  |  |  |  |  |  |  |  |  |  |  |  |  |  |  |  |  |  |  |  |  |  |  |  |  |  |  |  |
|  |  |  |  |  |  |  |  |  |  |  |  |  |  |  |  |  |  |  |  |  |  |       |       |       |       |           |       |  |  |            |            |            |            |            |            |  |  |  |  |  |  |  |  |  |  |  |  |  |  |  |  |  |  |  |  |  |  |  |  |  |  |  |  |
|  |  |  |  |  |  |  |  |  |  |  |  |  |  |  |  |  |  |  |  |  |  |       |       |       |       |           |       |  |  |            |            |            |            |            |            |  |  |  |  |  |  |  |  |  |  |  |  |  |  |  |  |  |  |  |  |  |  |  |  |  |  |  |  |
|  |  |  |  |  |  |  |  |  |  |  |  |  |  |  |  |  |  |  |  |  |  |       |       |       |       | Semerkhet |       |  |  |            |            |            |            |            |            |  |  |  |  |  |  |  |  |  |  |  |  |  |  |  |  |  |  |  |  |  |  |  |  |  |  |  |  |
|  |  |  |  |  |  |  |  |  |  |  |  |  |  |  |  |  |  |  |  |  |  |       |       |       |       |           |       |  |  |            |            |            |            |            |            |  |  |  |  |  |  |  |  |  |  |  |  |  |  |  |  |  |  |  |  |  |  |  |  |  |  |  |  |
|  |  |  |  |  |  |  |  |  |  |  |  |  |  |  |  |  |  |  |  |  |  |       |       |       |       |           |       |  |  |            |            |            |            |            |            |  |  |  |  |  |  |  |  |  |  |  |  |  |  |  |  |  |  |  |  |  |  |  |  |  |  |  |  |
|  |  |  |  |  |  |  |  |  |  |  |  |  |  |  |  |  |  |  |  |  |  | Qaâ   |       |       |       |           |       |  |  |            |            |            |            |            |            |  |  |  |  |  |  |  |  |  |  |  |  |  |  |  |  |  |  |  |  |  |  |  |  |  |  |  |  |

## Attestations

### Attestations contemporaines
Sémerkhet est attesté par plusieurs documents,, :
- provenant d'Abydos :
  - la tombe U du roi dans laquelle ont été trouvés plusieurs documents, dont des scellements de jarres, des étiquettes et des fragments de vaisselle en pierre dont un certain nombre sont inscrits avec le serekh du roi ou le nom Iry-Nebty précédé du titre Nesout-bity, auxquels il faut ajouter l'une des deux stèles funéraires (aujourd'hui au Musée égyptien du Caire), l'autre n'ayant jamais été retrouvée[7],[8],[9],
  - la tombe Q de son successeur Qâ dans laquelle ont été trouvés un tesson de poterie inscrit avec le serekh du roi, une étiquette mentionnant la planification d'une bâtiment nommé Hérou-ib-netjérou (peut-être le nom de l'enclos funéraire du roi)[10],[1] et le fameux sceau mentionnant les huit rois de la Ire dynastie, de Narmer à Qâ[11],
  - une fragment de récipient en cristal provenant aussi du cimetière d'Ouum el-Qa'ab, avec le nom Khasty de Den et à l'origine le nom Merpebia-Nebouy d'Âdjib, avant que Sémerkhet ne l'usurpe en y inscrivant son nom Iry-Nebty par dessus celui d'Âdjib[12],
- provenant de la nécropole memphite :
  - six vases en pierre (no  37, ainsi que nos  19-21 avec Den, Adjib, et Qâ et nos  38-39 avec Qâ) dans les galeries orientales sous la pyramide de Djéser[13],
  - un vase en cristal provenant d'Helwan[14],
- trois récipients en pierre sans provenance connue, un en calcite portant l'inscription Nesout-bity Iry-Nebty[15], un en diorite où le nom de Sémerkhet (Nesout-bity Iry-Nebty) est précédé par ceux de ses deux prédécesseurs Âdjib (Nesout-bity Merpebia-Nebouy) et Den (Nesout-bity Khasty)[16] et le dernier avec ses deux prédécesseurs ainsi que son successeur Qâ (Nesout-bity Qaâ-Nebty)[17], faisant ainsi monter le nombre de récipients en pierre inscrits avec l'un des noms du roi à dix-huit, avec ceux d'Abydos, de Saqqarah et d'Helwan.

Il est à noter que le roi n'est pas attesté dans la nécropole de l'élite à Saqqarah-Nord, probablement du fait de son court règne.

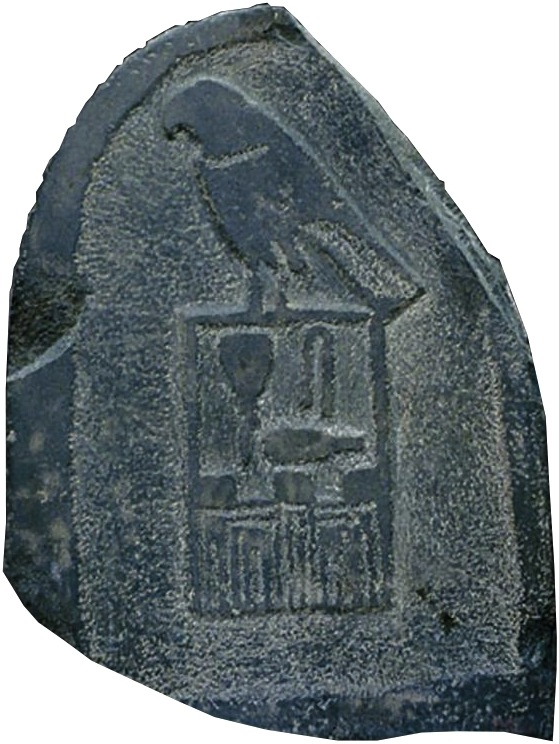
Stèle funéraire de Sémerkhet provenant de sa tombe à Ouum el-Qa'ab - Musée égyptien du Caire (CG14633)[7].
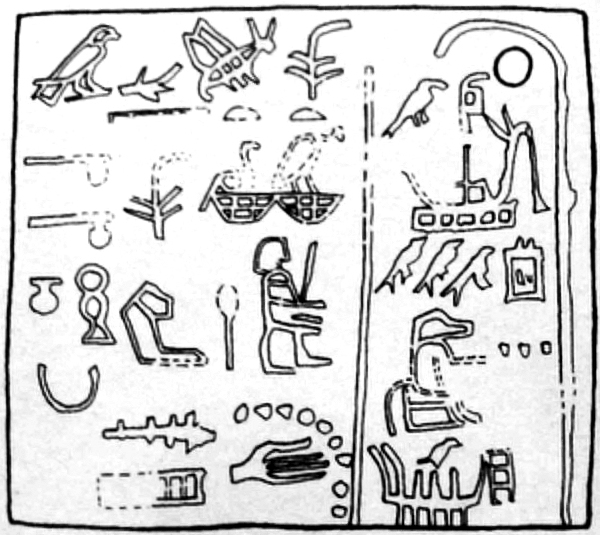
Étiquette d'ivoire de Sémerkhet provenant de la tombe de son successeur Qâ à Ouum el-Qa'ab[10].
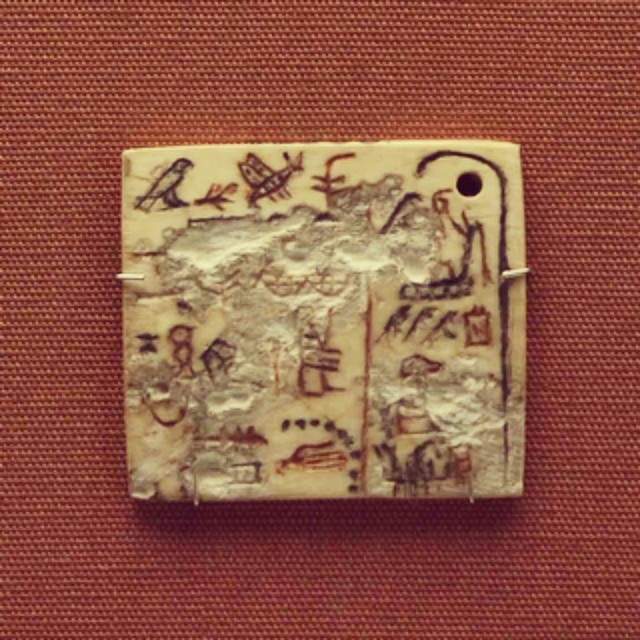
Étiquette d'ivoire de Sémerkhet provenant de sa tombe à Ouum el-Qa'ab[18].
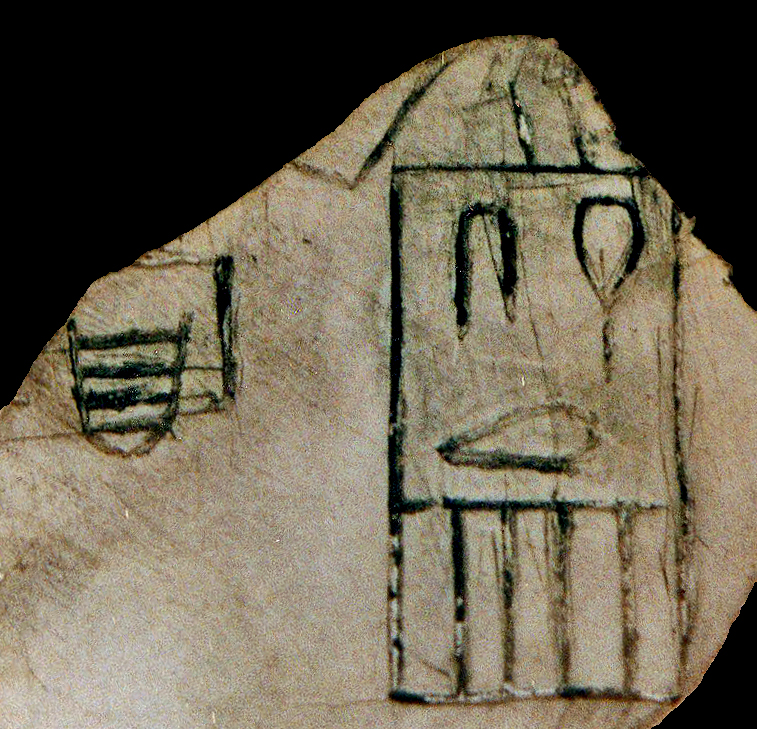
Fragment de vase en marbre blanc provenant de sa tombe à Ouum el-Qa'ab[19].
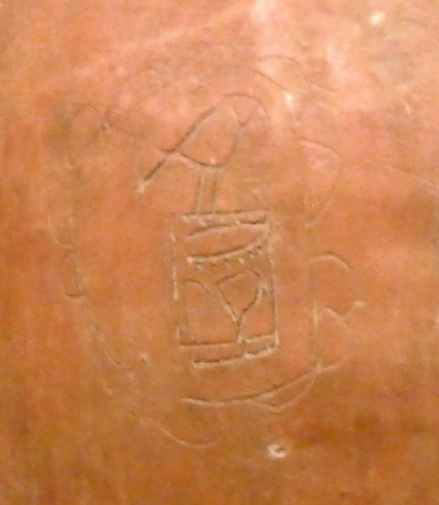
Poterie inscrite au nom du roi - Musee du Louvre.
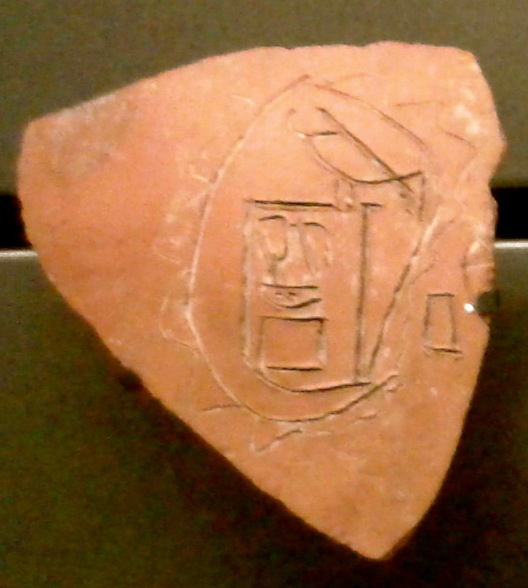
Poterie inscrite au nom du roi - Musee du Louvre.
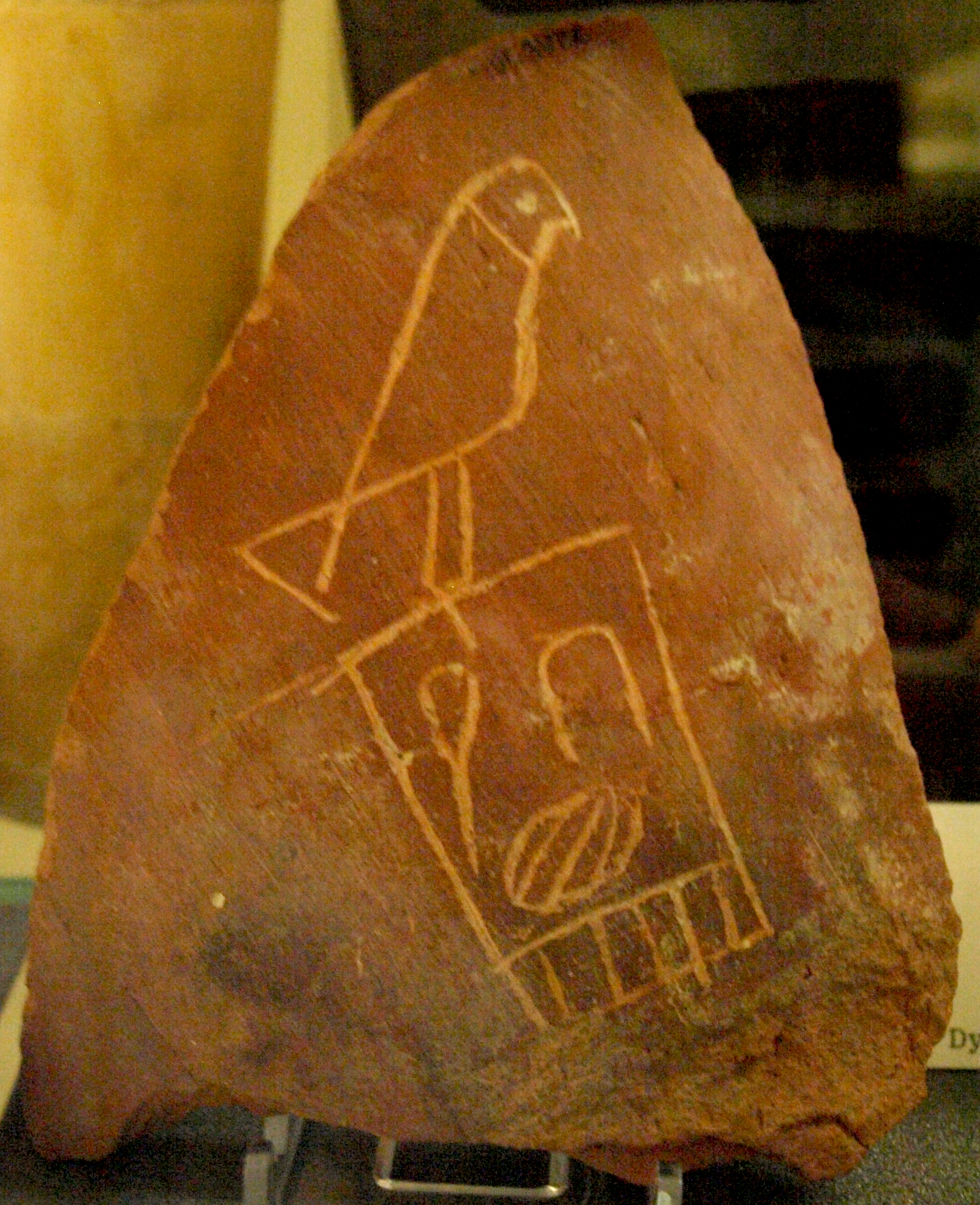
Tesson de poterie inscrite au nom du roi et découvert dans la tombe de son successeur Qâ à Ouum el-Qa'ab - Musée Petrie d'archéologie égyptienne, Londres (UC 36756).
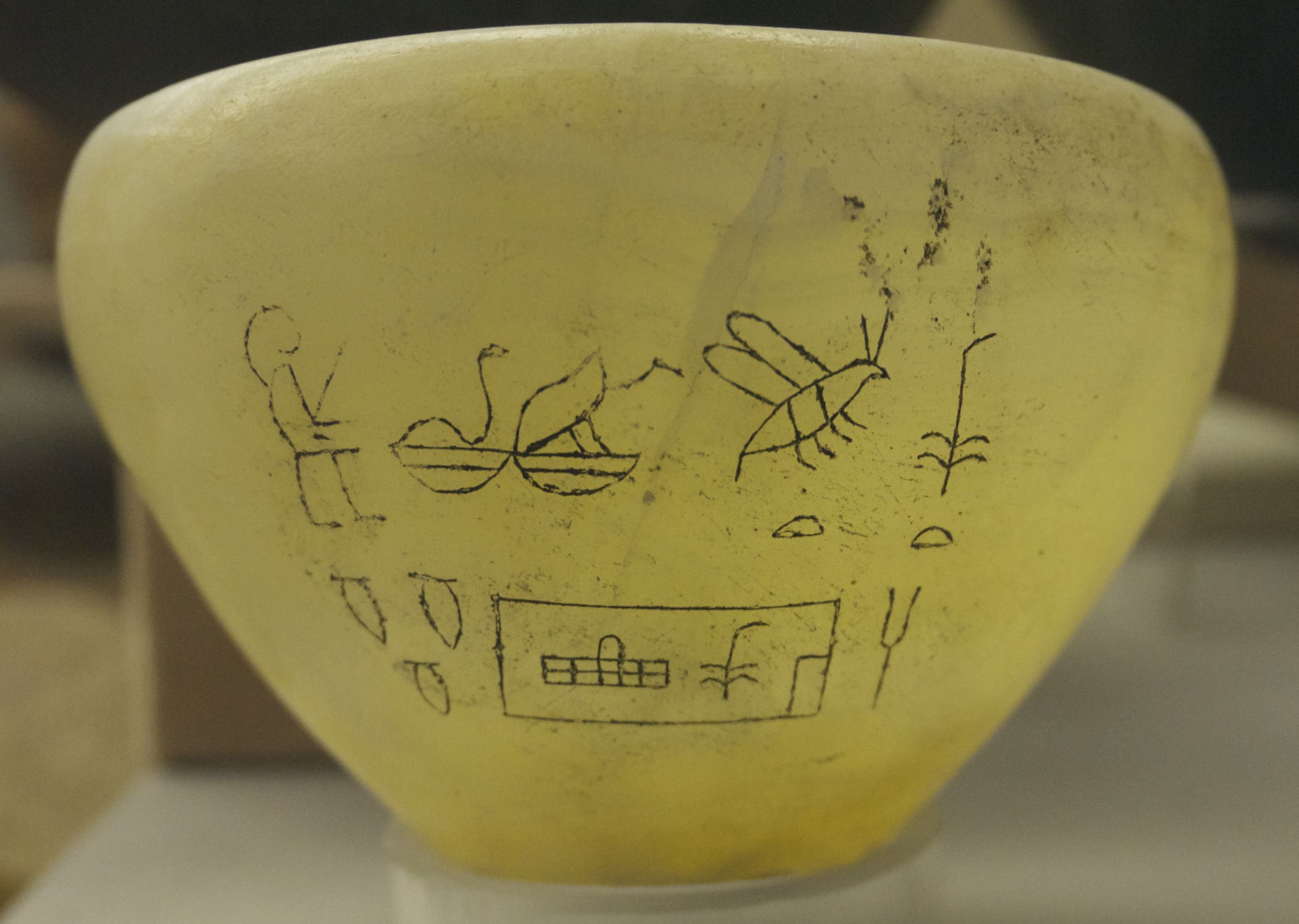
Vase en calcite portant l'inscription Nesout-bity Iry-Nebty - Musée d'Archéologie nationale, Saint-Germain-en-Laye[15].
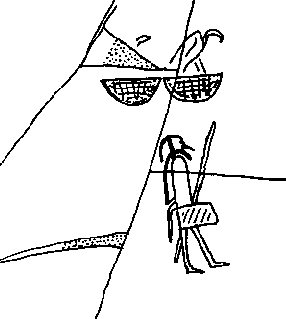
Assiette en schiste vert n° 37 découverte dans les galeries orientales sous la pyramide de Djéser[20],[21].

### Attestations ultérieures
Le roi est attesté sur les annales de la pierre de Palerme datant de la Ve dynastie ; en effet, le nom de Sémerkhet et l'ensemble des « cases-années » sont conservés sur le troisième registre du fragment I du Caire :
- « Apparition du roi de Basse et Haute-Égypte ; unification de la Haute et Basse-Égypte ; contournement du mur ; quatre coudées quatre paumes » (ḫˁ(t)-nsw.t-bity ; smȝ Šmˁ Tȝ-Mḥw ; pẖr ḥȝ jnb ; mḥ 4 šsp 4),
- « Suivants d'Horus sur la rive ; (course du) taureau Apis ; quatre coudées ... paumes » (Šms-Ḥr ḥr jdb ; (pḥrr) Ḥpw ; mḥ 4 šsp ...),
- « Apparition du roi en tant que nésout ; création d'un fétiche-imiout ; quatre coudées » (ḫˁ(t)-nsw.t ; mst jmj-wt ; mḥ 4),
- « Suivants d'Horus ; ... ; quatre coudées » (Šms-Ḥr ; ... ; mḥ 4),
- « Apparition du roi en tant que nésout ; création (d'une statue) de ... ; ouverture (?) (d'un bâtiment nommé) « Trône d'Horus le harponneur » (?) ; quatre coudées quatre paumes » (ḫˁ(t)-nsw.t ; mst ... ; wpt ḥw.t p-Ḥr-msn (?) ; mḥ 4 šsp 4),
- « Suivants d'Horus ; création (d'une statue) de Min ; trois coudées quatre paumes » (Šms-Ḥr ; ms(t) Mnw ; mḥ 3 šsp 4),
- « Apparition du roi de Basse et Haute-Égypte ; fête de Sopdou ; quatre coudées ... » (ḫˁ(t)-nsw.t-bity ; ḥb-Spdw ; mḥ 4 ...),
- « Suivants d'Horus ; ... ; quatre coudées deux paumes » (Šms-Ḥr ; ... ; mḥ 4 šsp 2),
- « Apparition du roi de Basse et Haute-Égypte ; création (d'une statue) de ... ; quatre coudées » (ḫˁ(t)-nsw.t-bity ; mst ... ; mḥ 4).

Le roi est également présent sur les listes royales ramessides sous un nom différent, le nom écrit étant corrompu par le temps :
- la liste royale d'Abydos, datée du règne de Séthi Ier (XIXe dynastie), dans laquelle le nom de Semsou est inscrit à la septième position[23],
- le canon royal de Turin, daté de la XIXe dynastie, dans lequel le nom de Semsem est inscrit à la dix-huitième position de la troisième colonne ; le papyrus lui compte une vie de soixante-douze ans[23].

Concernant les listes manéthoniennes, le septième roi de la dynastie est nommé Semempsês (Σεμεμψης) et aurait régné dix-huit ans.

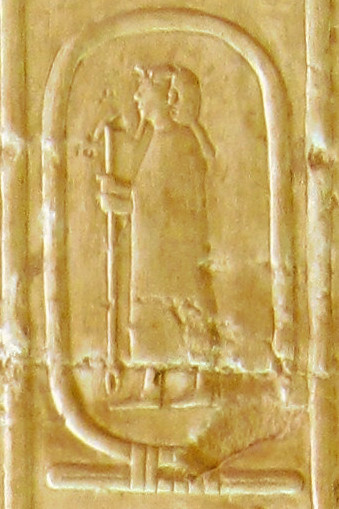
Cartouche de Semsou dans la liste d'Abydos.

## Lecture des noms du roi

### Nom d'Horus
Le serekh, ou nom d'Horus du roi, Sémerkhet, est communément traduit par « compagnon de la communauté divine », voire « ami attentionné ». Cette dernière traduction est remise en question par de nombreux chercheurs, puisque le hiéroglyphe khet était normalement le symbole du corps ou communauté divine,,.

### Nom de Nebty
L'autre nom du roi, précédé des titres Nesout-bity et Nebty, est plus problématique. Tous les documents montrant ce nom est curieusement dépourvu de tout détail artistique du signe hiéroglyphique utilisé : un homme qui marche avec un manteau ou une jupe ondulant, une robe à tête de némès et un long bâton dans ses mains. La lecture et la signification de ce signe spécial est contestée, puisqu'il n'apparaît pas sous cette forme avant l'association avec le roi Sémerkhet. En effet, le hiéroglyphe de l'homme est extrêmement rare. Il n'apparaît que deux fois dans les inscriptions en relief représentant des processions cérémonielles de prêtres et de porte-drapeaux. Des égyptologues comme Toby Wilkinson, Bernhard Grdseloff et Jochem Kahl lisent Iry-Netjer, qui signifie « Gardien des dieux ». Pendant la période de l'Ancien Empire, ce mot est écrit avec les signes de l'oriflamme et de l'œil humain près de l'idéogramme de l'homme. Certaines étiquettes contemporaines en ivoire montrent le nom écrit avec le symbole de l'œil simple seulement. Ainsi, les chercheurs lisent aussi le nom comme Iry-Nebty (signifiant Gardien des Deux Maîtresses), le titre Nebty faisant ainsi partie intégrante du nom. Cette reconstruction est renforcée par l'observation que Sémerkhet fut le premier roi à utiliser le titre de Nebty dans sa forme ultime. Pour une raison inconnue, Sémerkhet n'a pas utilisé le titre Nebouy de son prédécesseur. Il semble qu'il se sentait lié aux Deux Maîtresses, un titre faisant référence aux déesses Nekhbet et Ouadjet, les divinités patronnes des anciens Égyptiens qui furent adorées par tous après l'unification de ses deux parties, Basse-Égypte et Haute-Égypte. Le titre Nebty à son tour a été pensé pour fonctionner comme un ajout au titre Nesout-bity,,.
La lecture du nom a dû être problématique pour les scribes et les prêtres des époques ultérieures, car les listes royales ramessides car ils ont utilisé d'autres signes pour représenter le nom du roi : la liste d'Abydos a utilisé un signe ressemblant au signe de l'homme debout s'appuyant sur une canne et se lisant Semsou et signifiant « l'aîné », tandis que le canon royal de Turin donne le nom Semsem écrit phonétiquement et à la signification proche,.

## Règne

### Durée
On situe son règne au début du IIIe millénaire avant notre ère. Si Manéthon lui compte 18 ans de règne,, les annales de la pierre de Palerme conserve l'intégralité des années du roi, soit un peu plus de huit années de règne, ce qui est cohérent avec l'absence d'attestation du roi dans la nécropole de l'élite à Saqqarah-Nord,,.

### Un roi illégitime?
Une vieille théorie, soutenue par des égyptologues et des historiens tels que Jean-Philippe Lauer, Walter Bryan Emery, Hans Wolfgang Helck et Michael Rice, soutenait que Sémerkhet était un usurpateur et non un héritier légitime du trône. Leur hypothèse était basée sur l'observation qu'un certain nombre de vases en pierre portant le nom de Sémerkhet étaient à l'origine inscrits au nom du roi Adjib. Sémerkhet a simplement effacé le nom d'Adjib et l'a remplacé par le sien. En outre, ils soulignent qu'aucun haut fonctionnaire et prêtre associé à Sémerkhet n'a été trouvé à Saqqarah. Tous les autres rois, tels que Den et Adjib, sont attestés par des mastabas locaux,,.
Aujourd'hui, cette théorie est rejetée. Des égyptologues tels que Toby Wilkinson, I.E.S. Edwards et Winifred Needler nient la théorie de l'usurpation, parce que le nom de Sémerkhet est mentionné sur les inscriptions des vases en pierre, ainsi que sur celles de Den, Adjib et Qâ. Les objets ont été trouvés dans les galeries souterraines sous la pyramide à degrés du roi Djéser (IIIe dynastie) à Saqqarah. Les inscriptions montrent que le roi Qâ, successeur immédiat de Sémerkhet et commanditaire des vases, accepta Semerkhet comme un ancêtre légitime. En outre, les égyptologues soulignent que presque tous les rois de la Ire dynastie avaient l'habitude de prendre des vases spéciaux (appelés vases d'anniversaire) de la tombe de leur prédécesseur et de remplacer ensuite le nom de leur prédécesseur par le leur. Sémerkhet n'a pas seulement usurpé les vases d'Adjib, dans sa tombe, plusieurs objets provenant de la nécropole de la reine Merneith et du roi Den ont également été trouvés. L'absence de tombeau des hauts fonctionnaires à Saqqarah pourrait s'expliquer par le règne assez court de Sémerkhet. Il semble que le seul fonctionnaire connu de Sémerkhet, Henouka, ait survécu à son roi : son nom apparaît sur les étiquettes en ivoire de la tombe de Sémerkhet et de Qâ. Enfin, le roi apparâit sur la grande majorité des listes royales (à l'exception notable de la table de Saqqarah), surtout la pierre de Palerme et le sceau découvert dans la tombe de Qâ et mentionnant tous les rois de Narmer à ce dernier,.

### Activités
Les empreintes de sceaux de la tombe de Sémerkhet montrent le nouveau domaine royal, Hor wep-khet, (signifiant « Horus, le juge de la communauté divine ») et la nouvelle maison privée Hout-Ipty (signifiant « maison du harem »), qui était dirigée par les épouses de Sémerkhet. Deux étiquettes en ivoire représentent l'évènement biannuel « Suivants d'Horus », une fête probablement liée à la collecte régulière des impôts. D'autres étiquettes rappellent la célébration du culte de la divinité des ancêtres, Our-Ouadyt (« le Grand Blanc »). Et d'autres documents montrent la célébration d'une première (et unique) fête de Sokar,,. Certaines de ces informations sont également mentionnées sur la pierre de Palerme, ainsi que la création d'une statue de Min et d'un fétiche-imiout, la célébration d'une fête en l'honneur de Sopdou ainsi que d'une course rituelle du taureau Apis, enfin d'un évènement lié à un bâtiment nommé « Trône d'Horus le harponneur »,,.
La deuxième « case-année » a été traduite par certains égyptologues comme « Destruction de l'Égypte ». Ceci a rappelé une mention d'Eusèbe de Césarée, rapportant les travaux de Manéthon, qui indique : « Son fils, Semémpsês, qui a régné pendant dix-huit ans ; dans son règne une très grande calamité a frappé l'Égypte » ; ainsi que la version arménienne qui indique : « Mempsis, dix-huit ans. Sous lui, beaucoup de présages se produisirent et une grande peste se produisit ». Aucun des documents datant de l'époque de Semerkhet ne donne de détails sur cette « calamité »,. 
Des fragments de dix ou onze jarres provenant du Levant ont été découverts dans la tombe du roi, ainsi qu'un récipient découvert dans une tombe contemporaine d'Abousir. Ces éléments montrent que le commerce avec cette région étant toujours actif au cours du règne de Sémerkhet. Enfin, une étiquette du roi était attachée à une jarre d'huile, décrite comme « de première qualité provenant de la plante bšȝ » ; il a été suggéré que cette huile provenait de Libye,.

## Sépulture

Plan de la tombe de Sémerkhet dans la nécropole d'Oumm el-Qa'ab à Abydos.

Le site funéraire de Sémerkhet a été fouillé en 1899 par l'égyptologue William Matthew Flinders Petrie à Abydos et est connu sous le nom de tombe U 69. En creusant, Petrie n'a trouvé aucun escalier, comme dans les nécropoles de Den et d'Adjib. Il a trouvé une rampe de quatre mètres de large qui mène directement dans la chambre principale. La rampe commence à environ dix mètres à l'est du tombeau et a une pente de base de 12°. À l'intérieur de la tombe, la rampe présente est irrégulière. Petrie était également étonné par le petit nombre de sceaux d'argile. Seulement dix-sept sceaux ont été trouvés. Pour les archéologues et les égyptologues, l'agencement complet du site funéraire suggère que les bâtisseurs étaient pressés par le temps. Lorsque Petrie a libéré la rampe du sable, il a découvert que la rampe était entièrement recouverte d'huile aromatique, qui dégageait encore un parfum. À côté de la rampe, plusieurs paniers en bois ainsi que des jarres en terre ont été trouvés. Elles datent de l'époque ramesside. Les érudits pensent maintenant que la tombe de Sémerkhet a été rouverte et restaurée quand les prêtres et les rois du Nouvel Empire ont vu la tombe du roi Djer comme l'enterrement rituel de la tête d'Osiris. Les découvertes à l'intérieur de la salle principale comprenaient des objets précieux comme des incrustations et des fragments de meubles (surtout des socles), des armatures en cuivre et des bijoux en ébène, en améthyste et en turquoise. A également été retrouvée de la vaisselle provenant du Levant. Ils contenaient autrefois de l'huile de Bescha, qui était d'une grande valeur pour les Égyptiens. À l'extérieur de la tombe, près de l'entrée, une stèle funéraire endommagée en granit noir portant le nom d'Horus de Sémerkhet a été excavée,,,,.
La chambre funéraire mesure 29,2 × 20,8 mètres et est de construction simple. Petrie a découvert que le mastaba du roi couvrait autrefois l'ensemble des soixante-sept tombes subsidiaires. Des égyptologues tels que Walter Bryan Emery et Toby Wilkinson considèrent cette évolution architecturale comme la preuve que la famille royale et les servants ont été tués de plein gré lorsque leur chef de famille royale est mort. Wilkinson va plus loin et pense que Sémerkhet, en tant que roi divin, a essayé de démontrer son pouvoir sur la mort et la vie de ses serviteurs et des membres de sa famille même dans leur vie après la mort. La tradition d'enterrer la famille et la cour du roi à sa mort a été abandonnée après le roi Qâ, successeur de Sémerkhet. Les tombes des premiers rois de la IIe dynastie, situées à Saqqarah, n'ont en effet plus de tombes subsidiaires,,,.